# Gradzanowo Kościelne
Gradzanowo Kościelne – wieś w Polsce położona w województwie mazowieckim, w powiecie żuromińskim, w gminie Siemiątkowo. Ma status sołectwa.

## Historia

### Historia wsi
Do 1954 roku istniała gmina Gradzanowo. W latach 1954–1958 wieś należała i była siedzibą władz gromady Gradzanowo, po jej zniesieniu w gromadzie Siemiątkowo Koziebrodzkie. W latach 1975–1998 miejscowość administracyjnie należała do województwa ciechanowskiego. 
Na cmentarzu parafialnym znajduje się grób księdza Juliana Kaczyńskiego, a także mogiła Ani Morozowej – poległej w 1944 radiotelegrafistki z grupy dywersyjno-zwiadowczej powstańców polskich i radzieckich. Historia partyzantów opisana została przez Janusza Przymanowskiego w książce pt. „Minerzy podniebnych dróg”, która doczekała się ekranizacji.
Do początku lat 90. we wsi funkcjonowała szkoła podstawowa, jednak ze względu na małą liczbę uczniów została zamknięta. W okresie Polski Ludowej szkole nadano imię Anny Morozowej.
| SIMC    | Nazwa              | Rodzaj    |
| ------- | ------------------ | --------- |
| 0125285 | Brochocin          | część wsi |
| 0125291 | Grabina            | część wsi |
| 0125300 | Gradzanowo Średnie | część wsi |

### Historia parafii
Wieś jest siedzibą rzymskokatolickiej parafii św. Katarzyny Aleksandryjskiej. Parafia została erygowana prawdopodobnie pod koniec XIV wieku przez bpa Klemensa Pierzchałę, być może z fundacji Kryskich, którzy byli właścicielami Gradzanowa. Pierwsza wzmianka źródłowa o parafii pochodzi z 1385 r. Na przełomie XVI i XVII stulecia zbudowano kolejny kościół posiadający trzy ołtarze, który uległ zniszczeniu w drugiej połowie XVII w. Wzniesiony w 1680 r. trzeci kościół miał dwie kaplice. 
Obecny murowany, neogotycki kościół, według projektu architekta Stefana Szyllera, wzniesiony został w latach 1897-1901, gdy proboszczem był ks. Julian Kaczyński. Świątynię konsekrował 22 września 1909 r. bp Antoni Julian Nowowiejski. W 1938 r. dach kościoła pokryto blachą. Wnętrze kościoła zdobi neogotycki ołtarz główny z obrazem św. Katarzyny i rzeźbami Matki Boskiej i świętych Piotra i Pawła, wykonanych przez Wincentego Bogaczyka oraz dwa ołtarze boczne św. Stanisława Kostki i św. Andrzeja Boboli. W 1915 r. sprawiono 10-głosowe organy i ławki. Zachowała się barokowa monstrancja i wczesnobarokowy kielich.